# Chuộng sự lạ

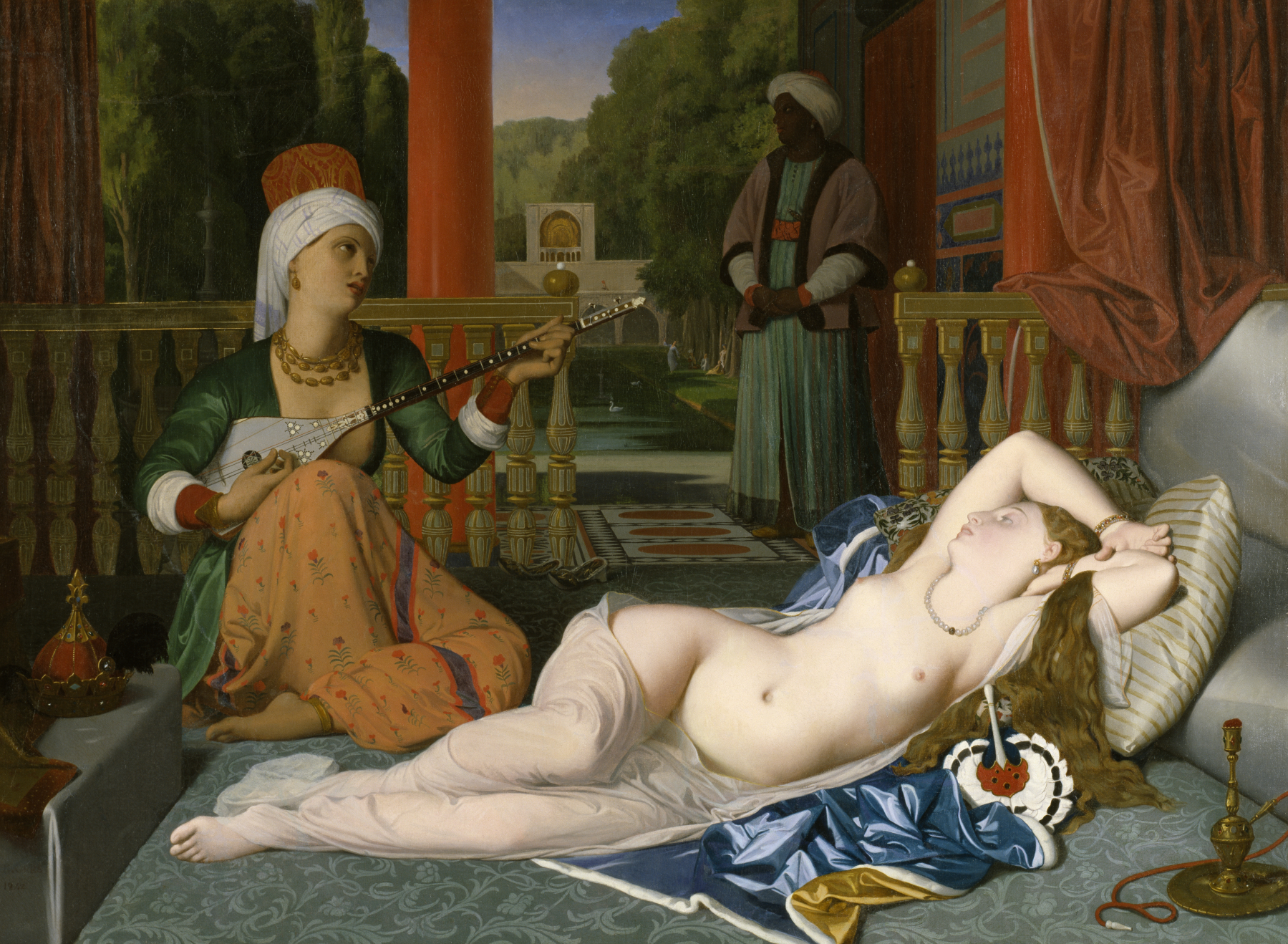
Một nữ phi tần da trắng trong hậu cung Hồi giáo

Các loài thú nuôi độc lạ trong vườn thượng uyển

Chuộng sự lạ (Exoticism) hay thói hám lạ (Neophile) là sự hấp dẫn đến từ phong cách hoặc đặc điểm được coi là đặc trưng của một quốc gia xa lạ, ngoại lai, nó mô tả sự cuốn hút khó cưỡng, niềm yêu thích đối với những điều được cho là độc lạ, khác thường, bí ẩn, và thường bắt nguồn từ những nền văn hóa, vùng đất hoặc con người xa xôi, thông qua việc quan tâm vào những yếu tố độc đáo, khác biệt của một nền văn hóa "khác lạ" so với văn hóa của người quan sát. Đây là một đặc điểm tính cách của những người có xu hướng yêu thích sự mới lạ, những người có đặc tính này thường rất tò mò, dễ cảm thấy nhàm chán với thói quen và luôn chủ động tìm kiếm trải nghiệm, ý tưởng và con người mới. Thói chuộng lạ phản ánh sự tò mò tự nhiên của con người đối với những điều mới lạ, sự đa dạng văn hóa và mong muốn khám phá, học hỏi về thế giới xung quanh. 
Tâm lý "chủ nghĩa ngoại lai" hay còn gọi là khuynh hướng chuộng yếu tố dị biệt, ngoại lai có thể là nguồn cảm hứng trong nghệ thuật, văn học, thời trang, âm nhạc và nhiều lĩnh vực khác, thường đi kèm với việc lãng mạn hóa hoặc lý tưởng hóa những nền văn hóa xa lạ. Tâm lý chuộng cái lạ là "sự quyến rũ của điều xa lạ", Học giả Alden Jones định nghĩa "chủ nghĩa chuộng mới lạ" trong nghệ thuật và văn học là sự thể hiện một nền văn hóa để một nền văn hóa khác hấp thu. Một trong những biểu hiện đó là sở thích những nữ nô lệ da trắng trong các hậu cung (Harem) của các vị Hồi vương như những nô lệ tình dục, hay sở thích của những quý tộc phương Tây khi nuôi những hầu gái da đen giúp việc như những món đồ trang trí. Ngày nay, tâm lý này còn là sở thích nuôi nhốt những thú nuôi độc lạ của không ít người. Đối lập với "chứng hám lạ" là chứng "Neophobia" (Hội chứng sợ những điều mới lạ) là xu hướng ác cảm hoặc sợ hãi những gì mới mẻ.

## Đại cương

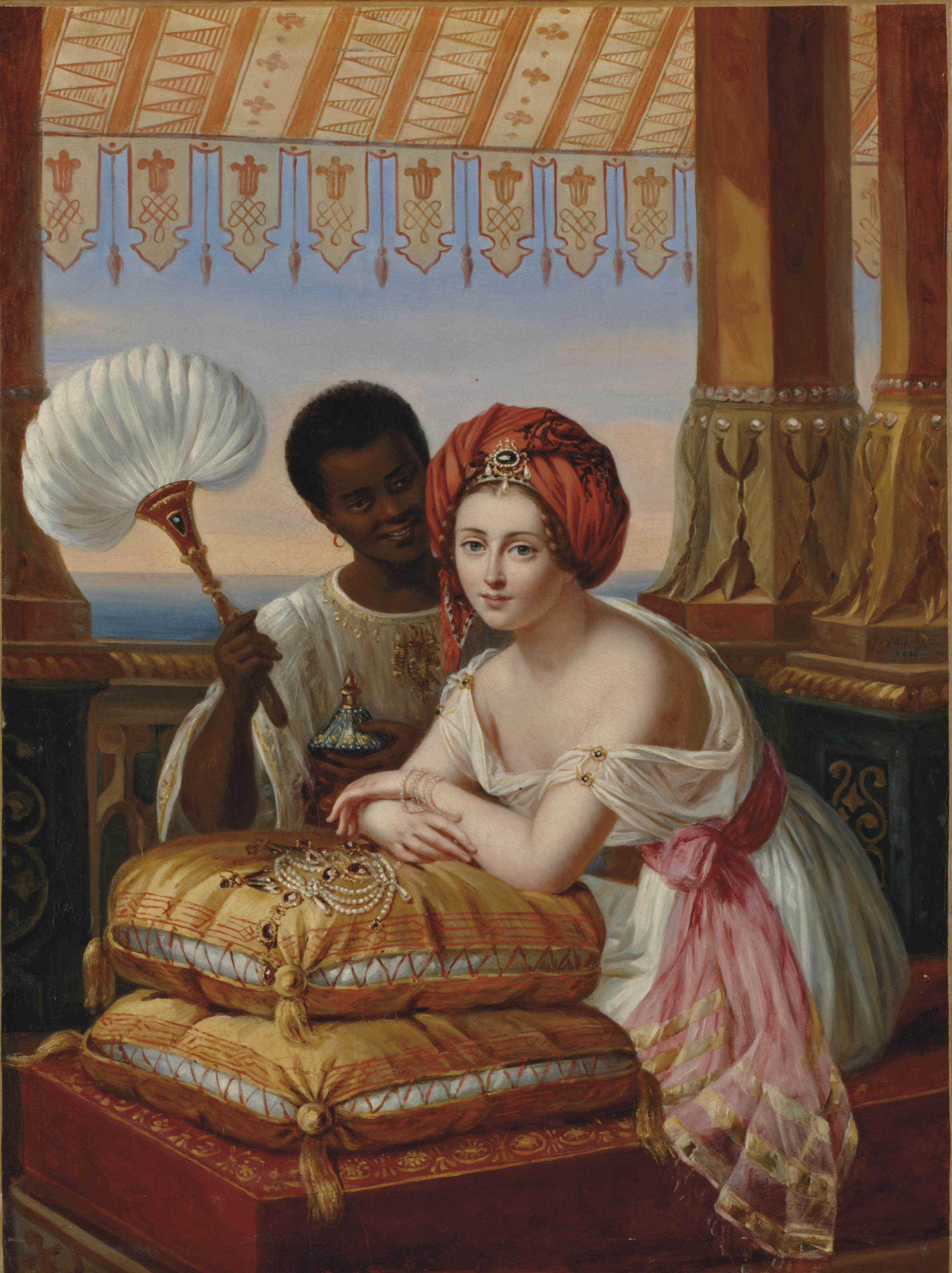
Một thị tỳ da đen đang hầu hạ cho bà chủ da trắng

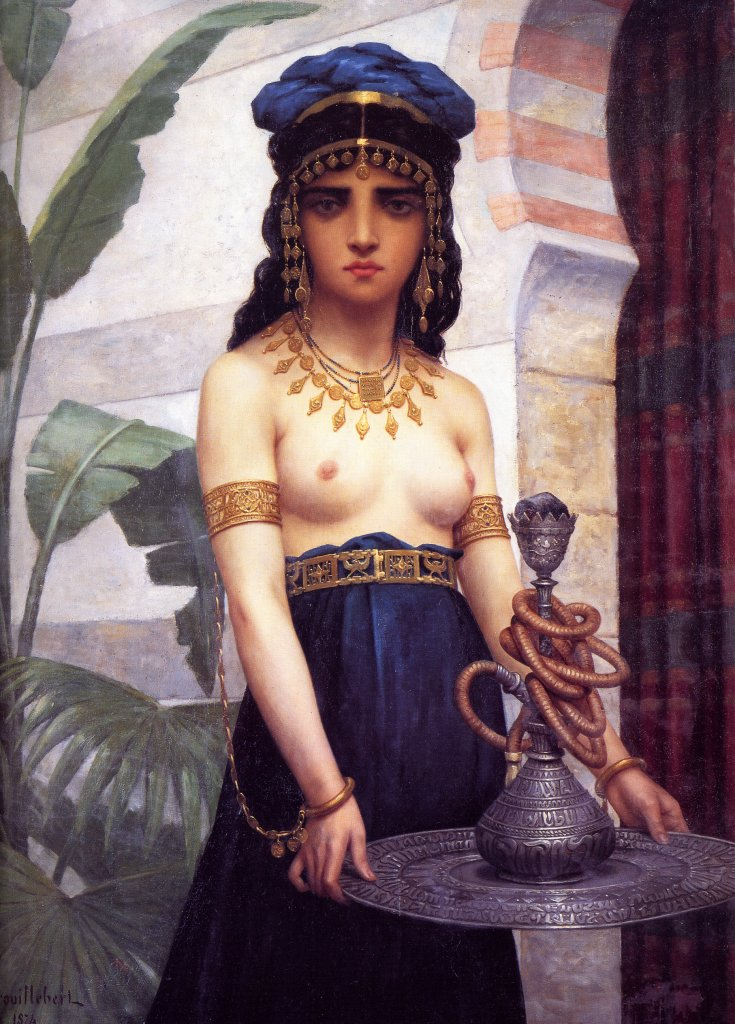
Một hầu nữ da trắng trong hậu cung

Trong nghệ thuật và thiết kế, đây là xu hướng mà những người sáng tạo trở nên say mê với những ý tưởng và phong cách từ những vùng đất xa xôi và lấy cảm hứng từ chúng. Điều này thường liên quan đến việc bao quanh các nền văn hóa nước ngoài bằng sự huyền bí và kỳ ảo, vốn có nhiều hơn từ nền văn hóa của những người thực hiện chủ nghĩa kỳ lạ hơn là từ chính các nền văn hóa kỳ lạ: quá trình quyến rũ hóa và định kiến này được gọi là "sự độc lạ hóa". Trong bối cảnh thuộc địa, đó là sự lãng mạn hóa hoặc tôn sùng những Chủ nghĩa phương Đông về dân tộc, chủng tộc hoặc văn hóa theo cách hạ thấp hoặc áp bức, trong đó nhóm này được đánh dấu bằng sự khác lạ. Được thúc đẩy lần đầu tiên bởi hoạt động thương mại phương Đông vào thế kỷ XVI và XVII, sự quan tâm đến nghệ thuật phi phương Tây (đặc biệt là phương Đông, tức là Trung Đông hoặc châu Á) hay Đông phương luận của người châu Âu ngày càng trở nên phổ biến hơn với sự trỗi dậy của chủ nghĩa thực dân châu Âu. Các yếu tố "độc lạ" thường được khai thác vì mục đích thương mại, chẳng hạn như trong du lịch hoặc thời trang. Điều này có thể dẫn đến việc các biểu hiện văn hóa bị tách khỏi ý nghĩa gốc và trở thành hàng hóa, cũng kích thích về thói sính ngoại.

## Ngày nay
Ngày nay, ở Nhật Bản và Hàn Quốc có trào lưu Gaijin Hunter (ガイジンハンタ/Thợ săn ngoại nhân) trong văn hóa hẹn hò chỉ về những kẻ săn tình, họ là những người đàn ông châu Á (thường là người Nhật, Hàn) tích cực tìm kiếm những mối quan hệ với phụ nữ người nước ngoài, thường là phụ nữ da trắng phương Tây. Thuật ngữ "Gaijin hunter" bắt nguồn từ các từ Gaikokujin (外国人/Ngoại quốc nhân/Người ngoại quốc) viết tắt là Gaijin (ngoại nhân) có nghĩa là người nước ngoài/người ngoại quốc và "hunter" (kẻ săn tìm), họ thường lui tới các quán bar mà người nước ngoài hay lui tới, được gọi là Gaijin bar (quán bar ngoại nhân), các quán bar gần căn cứ quân sự Mỹ là những địa điểm phổ biến cho những người săn gaijin, dù những nơi này dân thường khó tiếp cận hơn. Với phong thái hành vi kín đáo của người châu Á, họ thường chỉ đứng xung quanh quan sát với một ly đồ uống, giao tiếp bằng ánh mắt với người nước ngoài cho đến khi có người đến gần để bắt chuyện. Họ không quan tâm đến rào cản ngôn ngữ, điều này không ngăn cản họ theo đuổi một mối quan hệ chóng vánh và có xu hướng thoải mái hơn, thường là một mối quan hệ ngắn hạn để trải nghiệm bạn gái hơn là một cam kết lâu dài. Trong khi những người đi săn Gaijin Nhật Bản thích hẹn hò hoặc quan hệ tình ái với người nước ngoài, nhiều người vẫn chọn kết hôn với một người bạn đời Nhật Bản. Họ tìm kiếm mối quan hệ với người nước ngoài, theo đuổi có tính toán để thỏa mãn tò mò, được trải nghiệm cảm giác lạ, nhưng coi những người bạn đời Nhật Bản là sự ổn định tương lai.
Trong một xã hội đậm chất Á Đông truyền thống như Nhật Bản, Hàn Quốc thì sự xuất hiện của những người có ngoại hình và văn hóa khác biệt, chẳng hạn như phụ nữ phương Tây da trắng, có thể được coi là thứ gì đó lạ lẫm (vừa xa lạ, độc đáo, kỳ lạ nhưng lại hấp dẫn, quyến rũ). Sự khác biệt về ngoại hình (màu tóc, màu mắt, làn da, vóc dáng, thân thể) và kiểu cách có thể khơi gợi sự tò mò và lôi cuốn, thu hút, đam mê sắc dục cho tới ám ảnh tình dục. Hình ảnh phụ nữ phương Tây da trắng thường xuyên xuất hiện trong phim ảnh, quảng cáo, và các sản phẩm văn hóa toàn cầu với những hình tượng hiện đại, tự tin, độc lập, tự do, cởi mở, nóng bỏng, hấp dẫn, khêu gợi, có thể vô thức tạo ra một hình mẫu hấp dẫn trong tâm trí một số đàn ông châu Á, nhất là khi phụ nữ phương Tây có thể được cho là có tính cách thẳng thắn, cởi mở hơn trong giao tiếp và thể hiện tình cảm trực diện, dạn dĩ, táo bạo, tràn đầy cảm xúc mãnh liệt, điều này có thể hấp dẫn một số người đàn ông Nhật Bản, Hàn Quốc. Có những định kiến ở một bộ phận nam giới châu Á rằng phụ nữ phương Tây thường phóng thoáng, cởi mở hơn về mặt tình dục, điều này có thể là một yếu tố thu hút đối với những người tìm kiếm mối quan hệ ngoài luồng. Bên cạnh đó, việc có mối quan hệ cặp kè với một phụ nữ phương Tây (săn được gái Tây) có thể được một số ngầm coi là một biểu hiện của sự cởi mở, hiện đại, hoặc thậm chí là một dạng địa vị xã hội, thể hiện đẳng cấp, "chiến tích" bản lĩnh đấng mày râu, một số khác xem là cách tạm thời thoát khỏi những kỳ vọng hoặc áp lực trong các mối quan hệ truyền thống, gia trưởng, phép tắc ở Nhật Bản, Hàn Quốc.
Tương tự, ở Việt Nam cũng từng có trào lưu "săn" gái Tây tìm cảm giác lạ, trong quá trình đi du lịch thì nhu cầu tình dục của nữ du khách phương Tây cao nên nhiều thanh niên đã đến phố mỗi tối để "săn" gái Tây với mong được "qua đêm" với họ. Gái Tây thường đi du lịch cùng một nhóm người, trong đó có người yêu hoặc bạn tình nên mục tiêu là những cô gái đi một mình hoặc đi cùng với nhiều cô gái khác. Một số ít thành công trong việc đi tìm cảm giác mới lạ cho biết việc gái Tây đồng ý ngủ với con trai Việt không phải họ nói ra bằng lời mà phải dùng cử chỉ để nhận biết. Trong quá trình nói chuyện phải đưa tay ra để bắt tay, nếu ngón tay họ gãi vào lòng bàn tay của đàn ông thì tức là ngầm đồng ý. Sau khi trải qua "tình một đêm", sáng hôm sau, theo giao kèo thì các đối phương đều phải tỏ ra không quen biết nhau, giữ kín bí mật về nhau và không được phép hỏi nhau về bất kỳ điều gì. Ở khu phố Bùi Viện, nơi những quý ông Việt thừa tiền, ham của lạ, mại dâm Tây sẽ ào ạt đổ vào giống như ở Pattaya, Chieng Mai, ở những nơi này, các cô gái Pháp, gái Ý, Tây Ban Nha, Nga, Serbia, Anh, Mỹ tập trung nhiều, trong đó không ít cô cũng hành nghề mại dâm cũng từ việc kiếm thêm tiền đi du lịch, cũng có có một số cô gái người nước ngoài vì nhiều lý do khác nhau mà bị mắc kẹt tại Hà Nội, Sài Gòn và một số thành phố lớn, phần nhiều trong số họ đều bị mất nguồn thu nhập, và buộc phải trông chờ vào sự "giải cứu" của các quý ông hào phóng bản địa, đó là xuất hiện phong trào cứu net cho "gà Tây" vì đối với nhiều nữ du khách phương Tây thì quan hệ tình một đêm cũng chẵng phải là điều gì quá quan trọng theo văn hóa của họ. Những người đàn ông Việt muốn "đổi gió" với các cô gái Tây thường tới khu vực phố cổ Hà Nội, phố Tây ở Sài Gòn vào mỗi buổi tối, họ cũng học để biết thêm một chút tiếng Anh để mò vào các quán bar, pub nhằm săn tình, họ có thể gặp một cô gái trẻ đang ngồi uống bia một mình thì sẽ nhắm đến bắt chuyện rồi giao dịch.